# Джо и Милу
«Джо и Милу» (фр. Jo et Milou) — французский телефильм 1992 года, авантюрная комедия, снятая режиссёром Жозе Дайан.
Главные роли в этом фильме исполнили Патриция Милларде, Флоран Паньи, Жан-Ив Готье, Элен Венсен и Жан-Клод Дрейфус. Премьера фильма состоялась 29 октября 1992 года во Франции.

## Сюжет
У девушки Джо был прекрасный отец и вели они не менее прекрасную жизнь. Но стараниями некоего злодея, её отец становится нищим и заканчивает жизнь самоубийством. А сама Джо оказывается в тюрьме.
Отсидев свой срок, Джо желает отомстить обидчику. На помощь ей приходит ещё один обиженный Милу. Вместе они теперь пытаются вернуть свои потерянные состояния, действуя порой и преступным путём.

## В ролях
- Патриция Милларде — Джо
- Флоран Паньи — Милу
- Жан-Клод Дрейфус — Симон
- Элен Венсан — Сара
- Жан-Ив Готье — Арно Делкур
- Александра Стюарт — Виктория
- Эстер Уилкокс — Алиса
- Майя Симон — Бернадетт Монтень
- Кристель Лабод — Жозьен
- Амиду — комиссар Фалько

## Съёмочная группа
- Авторы сценария: Одиль Барски, Эрик Кристи и Алексис Лекуа
- Режиссёр: Жозе Дайан
- Продюсеры: Филипп Аллер, Лоран Башман и Клео Даран
- Операторы: Жан-Луи Анджелини и Ив Густар
- Композитор: Дидье Вассёр
- Художник: Ришар Каур де Виржиль
- Монтаж: Анн-Мари Роша и Кристиан Вейль
- Звук: Мишель Гиффан и Паскаль Потдевин